# Verenamünster (Zurzach)

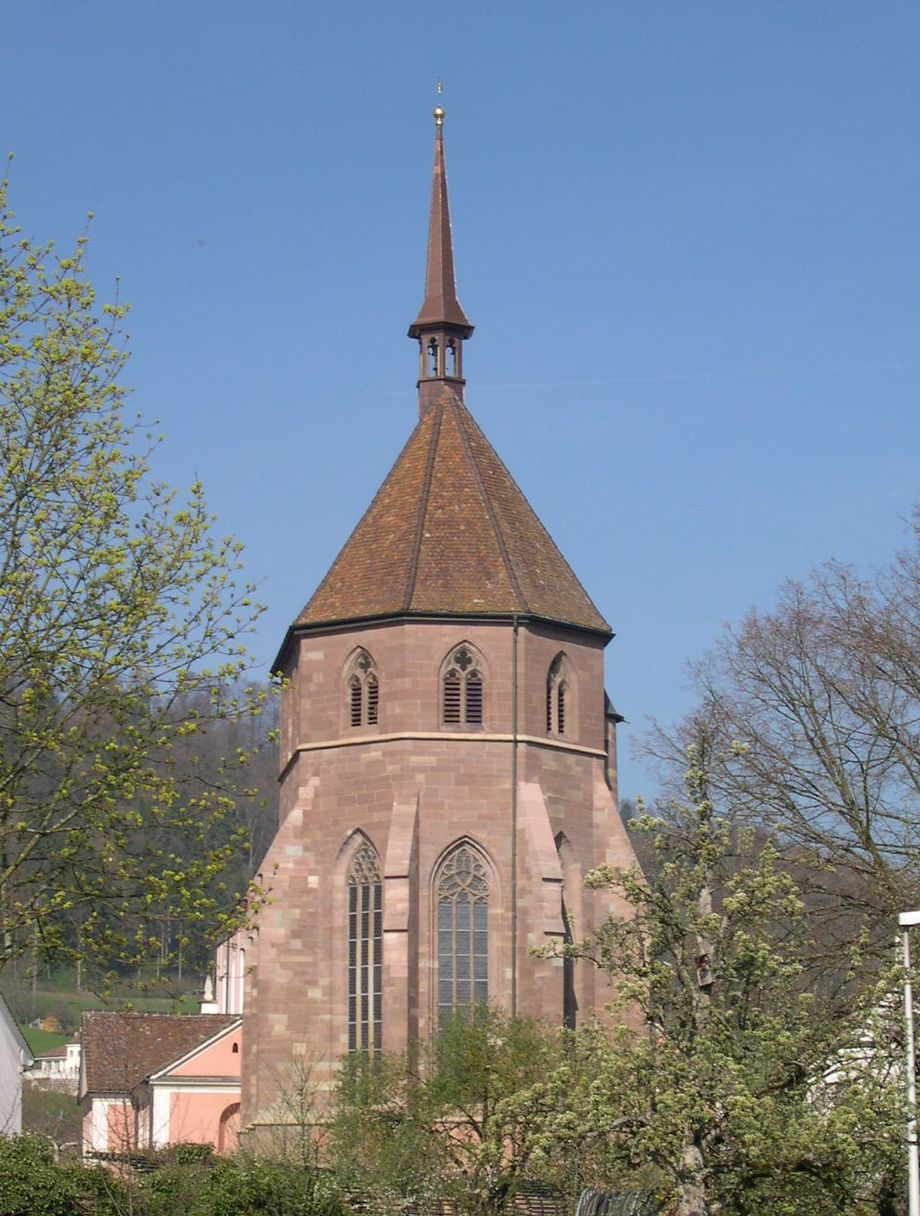
Verenamünster in Bad Zurzach

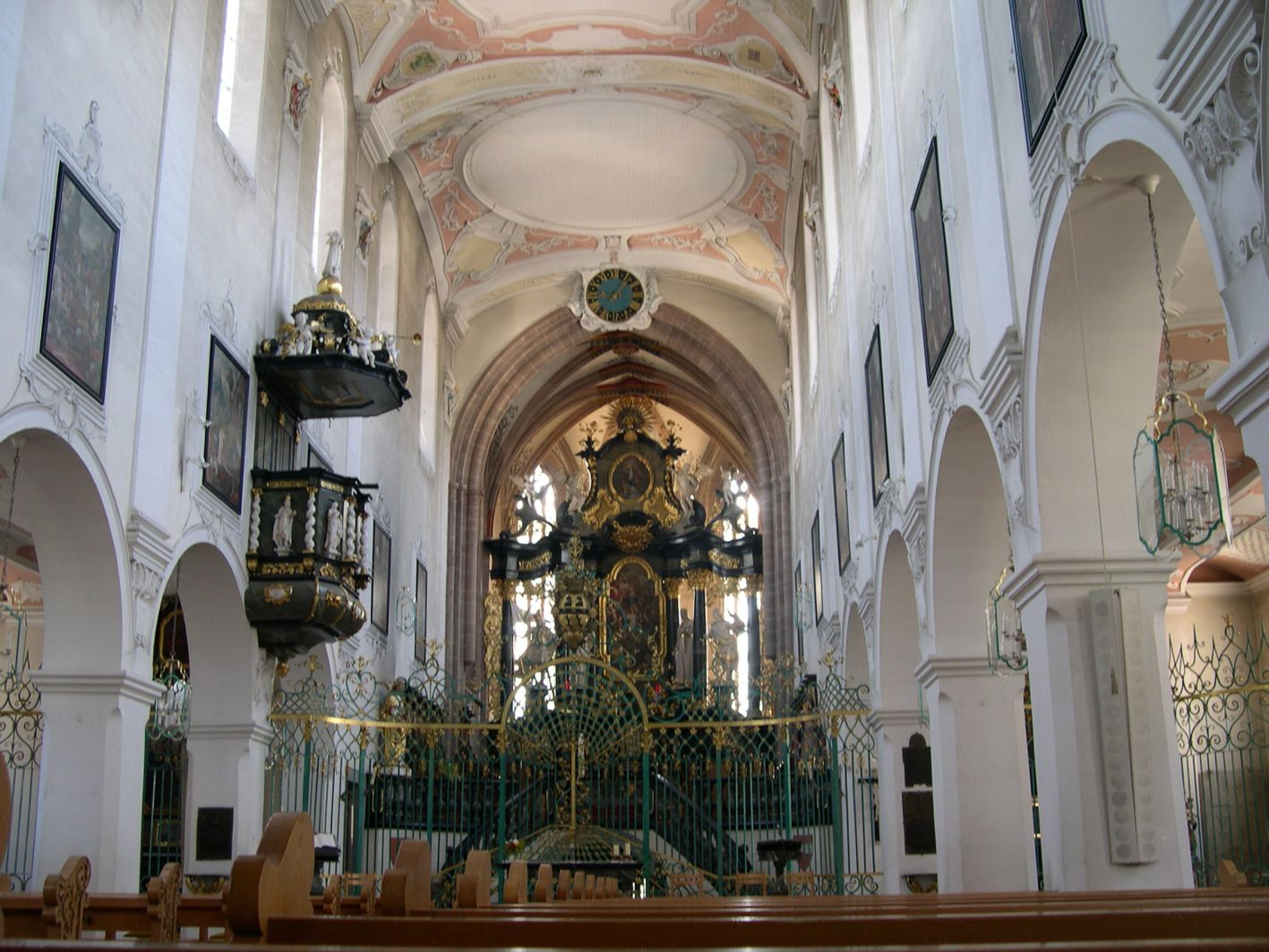
Innenansicht

Das Verenamünster ist eine nach der heiligen Verena benannte Pfarrkirche und frühere Stiftskirche in Bad Zurzach, Kanton Aargau, Schweiz, die im Mittelalter ein wichtiges Wallfahrtszentrum war.

## Geschichte
Der Vorgängerbau geht ins 5. Jahrhundert zurück. Er entstand über dem Grab der heiligen Verena in einem römischen Gräberfeld. Zur Betreuung der Wallfahrt entstand ein Doppelkloster der Benediktiner, das 830 mit dem Namen Zuriaca erstmals urkundliche Erwähnung findet. Nach dem Einsturz der Kirche entstand das frühromanische Langhaus um 1000. Zwischen 1010 und 1265 entstand aus dem benediktinischen Kloster das Chorherrenstift Zurzach.
1294 wurden der Chor und das Hochschiff zerstört und dann 1347 mit dem neu erbauten gotischen Chorturm geweiht. Als Stifterin des Baus gilt Königin Agnes von Ungarn. Nach der Beschädigung beim Brand des Fleckens Zurzach im Jahr 1471 und dem Bildersturm 1529 wurde 1585 eine neue Sakristei auf der Nordseite des Chores angebaut. Bei der Renovation von 1613 bis 1630 wurde wohl auch die Verenagruft unter den gotischen Turm verlegt. Nach weiteren kleineren Veränderungen erfolgte 1733 durch Johann Caspar Bagnato ein Umbau im Barockstil. Das Hauptaltarbild Verenas Aufnahme in den Himmel malte 1744 Jacob Carl Stauder.
Nach der Auflösung des Chorherrenstifts durch den Kanton Aargau dient das Verenamünster seit 1876 als katholische Pfarrkirche. Die Restaurierung von 1975/1976 machte die unangepassten Neuerungen aus dem 19. Jahrhundert wieder rückgängig. Die Ausgrabungen unter der Kirche im selben Jahr brachten die frühmittelalterliche Grabkirche, die römische Strasse, Körpergräber aus dem 1. bis 4. Jahrhundert und Bestattungen um 600 n. Chr. hervor.
Noch heute wird die heilige Verena besonders am 1. September von Hilfe suchenden Menschen besucht, wenn auch in weit geringerem Masse als im Mittelalter.

## Ausstattung
An den Seitenwänden befinden sich Epitaphe der ehemaligen Chorherren, unter anderem das des Franz Leopold Ignatius von Beck zu Willmendingen.

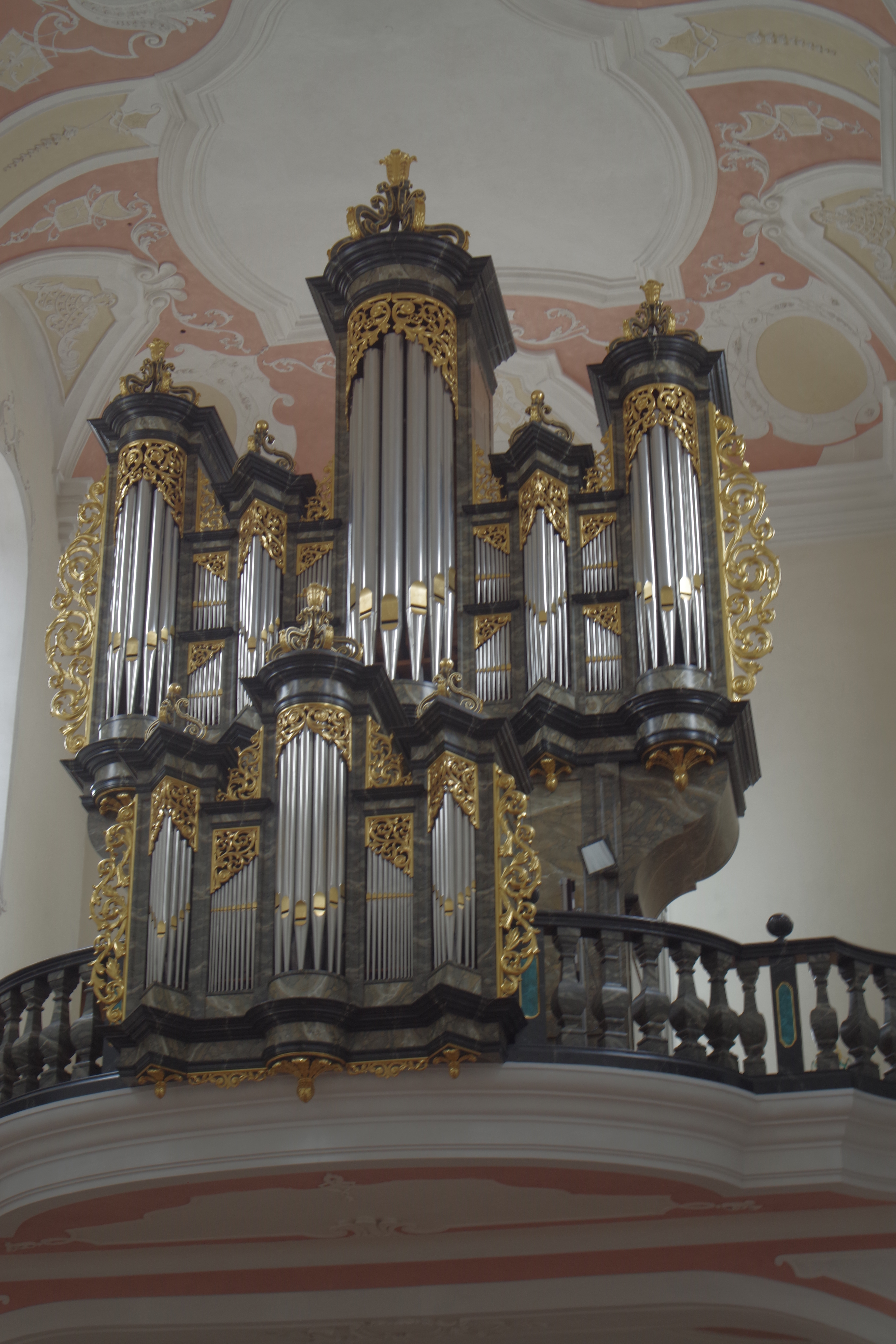
Orgelprospekt mit Schleierwerk und Rückpositiv im Verenamünster

### Orgel
Franz Josef Remigius Bossart erbaute 1819/1820 für das Verenamünster eine Orgel, die sich heute in der Reformierten Kirche in Bad Zurzach befindet.
Die jetzige Orgel wurde 1976 von dem Orgelbauer Metzler & Söhne erbaut, und 2011 durch die Erbauerfirma renoviert. Das Schleifladeninstrument hat 27 Register auf zwei Manualen und Pedal. Die Spiel- und Registertrakturen sind mechanisch.
| I Hauptwerk C–f3 |             |       |
| 1.               | Bourdon     | 16′   |
| 2.               | Principal   | 8′    |
| 3.               | Hohlflöte   | 8′    |
| 4.               | Octave      | 4′    |
| 5.               | Spitzflöte  | 4′    |
| 6.               | Quinte      | 2 ⁄3′ |
| 7.               | Superoctave | 2′    |
| 8.               | Mixtur      | 1 ⁄3′ |
| 9.               | Zimbel      | 1⁄2′  |
| 10.              | Trompete    | 8′    |

| II Rückpositiv C–f3 |                |       |
| 11.                 | Gedackt        | 8′    |
| 12.                 | Principal      | 4′    |
| 13.                 | Rohrflöte      | 4′    |
| 14.                 | Octave         | 2′    |
| 15.                 | Waldflöte      | 2′    |
| 16.                 | Sifflöte       | 1 ⁄3′ |
| 17.                 | Sesquialter II | 2 ⁄3′ |
| 18.                 | Scharf         | 1′    |
| 19.                 | Dulcian        | 8′    |
|                     | Tremulant      |       |

| Pedalwerk C–f1 |           |     |
| 20.            | Subbass   | 16′ |
| 21.            | Octavbass | 8′  |
| 22.            | Bourdon   | 8′  |
| 23.            | Octave    | 4′  |
| 24.            | Mixtur    | 2′  |
| 25.            | Posaune   | 16′ |
| 26.            | Trompete  | 8′  |
| 27.            | Trompete  | 4′  |

### Verenagruft

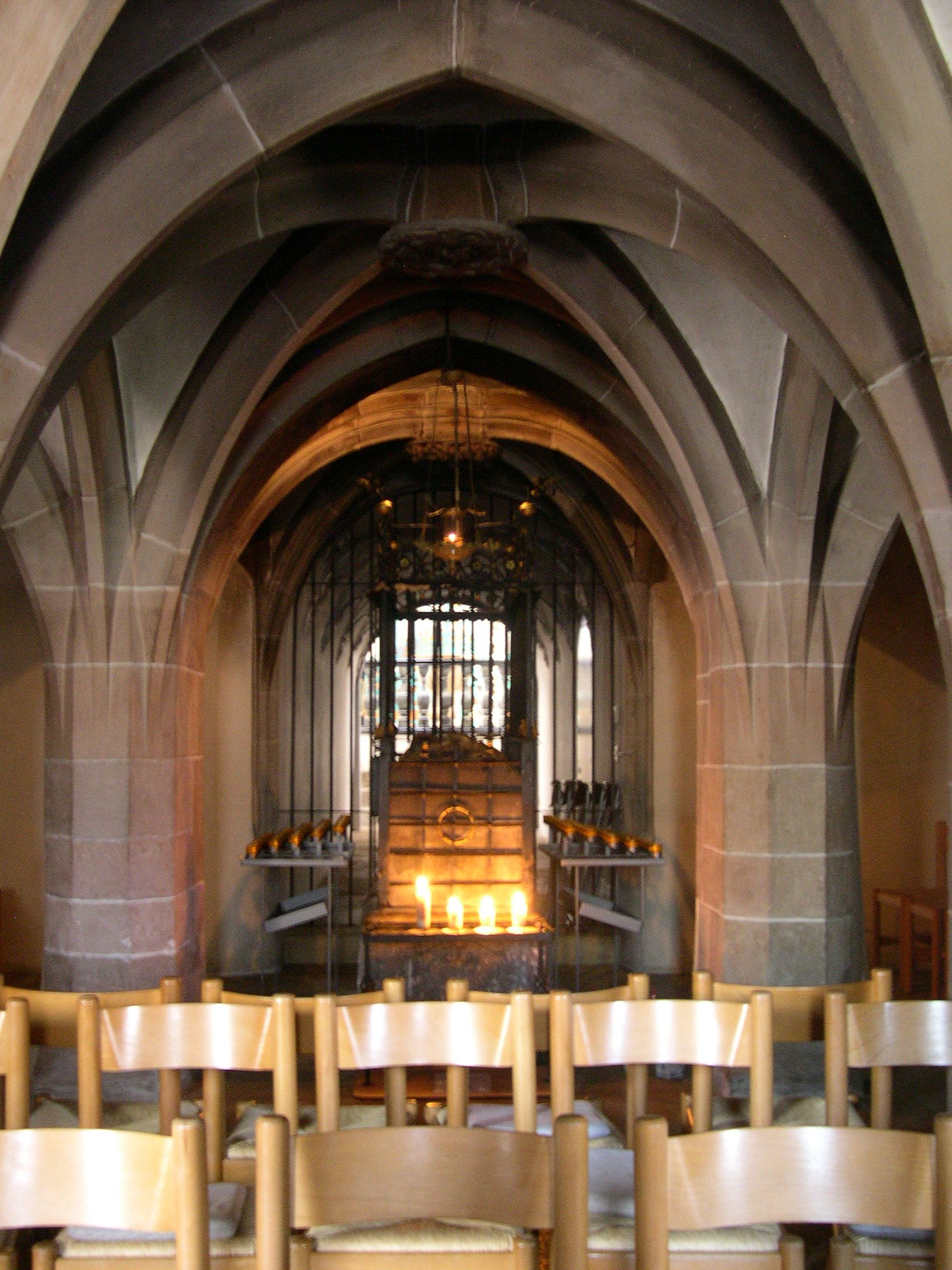
Krypta der heiligen Verena

Die Gruft ist heute vom Chorraum mittels eines Tunnels von 1733 und von der südlichen Aussenseite zugänglich. Sie besteht aus einer dreischiffigen Hallenkrypta und setzt die Linien der romanischen Krypten in gotischer Form fort. Unter einem verzierten Joch liegt der Sarkophag mit der 1613 erneuerten Platte. Diese zeigt eine junge Frau mit langen Haaren, einem Krüglein in der Rechten und einem Doppelkamm in der Linken.
Die Krypta im Kerzenschein gilt als mythischer Ort am Oberrhein.

### Glocken
In der Glockenstube auf dem Chor hängt ein Geläut aus fünf Glocken, das in den Jahren 1916/1917 von der Glockengiesserei H. Rüetschi zu Aarau gegossen wurde.
Es erklinget in den Schlagtönen c1, e1, g1, a1 und c2. Das Geläut ist der Ersatz für ein Geläut lothringischer Wandergiesser aus dem Jahre 1639, dessen Glockenzier zum Teil auf das neue Geläut übertragen wurde.

### Kirchenschatz
Im Verenamünster wird eine wertvolle Goldschmiede-Arbeit aus dem 14. Jahrhundert aufbewahrt, welche eine Arm-Reliquie der heiligen Verena enthält.